# Villa psammina
Villa psammina är en tvåvingeart som beskrevs av Cole 1960. Villa psammina ingår i släktet Villa och familjen svävflugor. Inga underarter finns listade i Catalogue of Life.